# Ranghulu
Ranghulu är ett stadsdistrikt i Daqing i Heilongjiang-provinsen i nordöstra Kina.
1. ↑  http://www.geohive.com/cntry/CN-23_ext.aspx